# تپه جبه درق
تپه جبه درق مربوط به دوران پیش از تاریخ ایران باستان - دوران‌های تاریخی پس از اسلام است و در شهرستان اردبیل، بخش مرکزی، روستای جبه درق واقع شده و این اثر در تاریخ ۲۵ شهریور ۱۳۶۳ با شمارهٔ ثبت ۱۶۳۲ به‌عنوان یکی از آثار ملی ایران به ثبت رسیده است.